# Ángel Ansa Echegaray
Ángel Ansa Echegaray (Pamplona, 10 de noviembre de 1980) es un político navarro militante de Unión del Pueblo Navarro. A lo largo de su trayectoria política ha sido concejal del ayuntamiento de Villava, Subdirector General de Juventud del Gobierno de Navarra (2012-2015) y parlamentario foral desde junio de 2019.

## Biografía
Ángel Ansa Echegaray nació en Pamplona el 10 de noviembre de 1980. Estudió y se graduó de ingeniería de telecomunicaciones. Más adelante comenzaría un grado de Ciencias Políticas y de la Administración en la Universidad Pública de Navarra del que se graduaría en 2021.
Trabajó para Telyco (empresa capital de Telefónica, con cartera de pequeña empresa y autónomos de Navarra) como gestor presencial y más tarde llegó a ejecutivo de ventas y gestión de clientes de Mediana Empresa en Telefónica, puesto para el que tuvo que solicitar una excedencia tras ser nombrado parlamentario foral en junio de 2019.

## Carrera política
Ángel Ansa se afilió a UPN en 2008. En las elecciones municipales de 2011 encabezó la lista de UPN al ayuntamiento de Villava, en las que la formación regionalista obtuvo 4 de los 17 concejales en juego.
Tuvo que renunciar a su puesto como edil el 5 de julio de 2012 al ser nombrado subdirector general de Juventud por parte de la entonces presidenta de Navarra, Yolanda Barcina. Ocuparía el puesto hasta el final del Gobierno Barcina. Tras las elecciones forales de 2015 se formaría el gobierno «cuatripartito» liderado por Uxue Barkos de Geroa Bai, por lo que dejaría el puesto.
Desde aquel momento, Ansa tuvo un cargo interno en el partido que compatibilizaba con su trabajo en la empresa privada. En 2018, tras conocerse que Alejandro Toquero sería el candidato a alcalde de Tudela, un grupo de afiliados y simpatizantes de UPN quiso promover su candidatura como candidato a las primarias para la alcaldía de Pamplona, como parte del rejuvenecimiento del partido (Ansa contaba entonces con 37 años).
En 2019, las elecciones fueron marcadas por la creación de la coalición Navarra Suma y el candidato a la alcaldía de Pamplona por dicha coalición en la que se encontraba UPN fue nuevamente Enrique Maya, que presentaba mayor continuidad y que finalmente fue elegido alcalde tras las elecciones municipales. Ángel Ansa por su parte integró la lista electoral de Navarra Suma al Parlamento de Navarra ocupando el vigésimo lugar de la misma. Tras las elecciones forales, la coalición de UPN, PPN y ciudadanos amasó un 36,57 % de apoyo en los votos válidos, lo que significó 20 escaños, siendo Ángel Ansa el último diputado en obtener escaño por la formación.
Para las elecciones forales de 2023 la coalición de Navarra Suma fue rota y UPN volvió a presentarse en solitario. Ángel Ansa ocupó el décimo segundo lugar de la lista electoral de UPN. Upn logró 15 escaños en la cita electoral, por lo que Ansa renovó su acta de diputado sin dificultad.